# Auditor
Un auditor és la persona encarregada de realitzar una auditoria. És a dir, l'avaluació d'una organització, sistema, procés o producte per verificar que compleix una sèrie de normes que assegurin essencialment la seva capacitat, objectivitat i independència.
Des de l'edat mitjana existia l'ofici anomenat oïdor en tractar-se d'una època en la qual poques persones sabien llegir i escriure i els comptes dels grans propietaris eren escoltats de viva veu. Aquesta figura apareix a Catalunya a la creació de la Generalitat de Catalunya per part de les Corts de Cervera (1359), en què s'anomenen tres oïdors de comptes per portar el control econòmic i fiscal dels diputats i "retre comptes" a les Corts Catalanes.
L'ofici d'auditor en les formes actuals es va originar als Estats Units amb un gran increment després del crack de la borsa de 1929 per tal d'incrementar la seguretat en el món de l'empresa.
Gran part dels auditors de tot el món treballen per a les grans empreses multinacionals anomenades primer The Big five i després de la retirada d'Arthur Andersen, The Big four: KPMG, Pricewaterhouse-Coopers, Ernst & Young i Deloitte Touche.

## Normes generalment acceptades a complir per l'auditor

### Normes generals
- Entrenament i capacitat professional: En el cas d'Espanya no és imprescindible haver completat estudis universitaris, però per a ser auditor titulat cal fer un examen oficial i demostrar tenir uns determinats anys d'experiència.
- Independència: Definida com un estat mental, no pot admetre influències financeres o sentimentals que l'apartin del seu objectiu.
- Cura professional: Ha d'analitzar la importància relativa dels assumptes. No implica la infalibilitat

### Normes d'execució i planificació del treball
- Planejament i supervisió: Basada en l'anàlisi de riscs i la probabilitat d'errors. La supervisió progressiva és feta pel superior responsable de l'auditoria
- Estudi i avaluació del control intern: Es tracta de veure si els controls interns són adequats i es compleixen.
- Evidència suficient i competent: Es recullen sempre en el paper de treball

### Principis a complir pels auditors
- Integritat: És imprescindible i genera confiança
- Objectivitat: Els auditors han de tenir una actitud imparcial i neutral i evitar conflictes d'interessos, si aquests es presenten o puguin presentar-se es reassignarà un altre auditor per a fer el treball. .
- Confidencialitat: Els auditors han de mantenir la discreció i el sigil
- Competència: En determinades qüestions en les quals els auditors no tenen prou competència es poden encomanar peritacions a especialistes.

## Organització dels auditors
La principal divisió de les auditories és entre les anomenades externes i les internes.
L'auditoria externa ha de ser realitzada per una empresa amb un personal auditor aliè a l'empresa auditada que en cas que aquesta pertanyi al sector privat sol estar dirigida per un o diversos socis responsables de signar l'informe que tenen jeràrquicament per sota els auditors (sènior o júnior segons la seva experiència) que realitzen pròpiament el control.
Si l'auditoria externa la fa l'administració pública els auditors s'estructuren de diverses maneres d'acord amb l'organització específica de l'organisme públic.
L'auditoria interna pot ser feta per un departament de la mateixa empresa privada que compti amb una secció dedicada a l'auditoria interna amb suficient independència de la resta de l'empresa. També l'administració pública realitza auditories internes portades a terme per personal funcionari o laboral.